# 1927
1927 (MCMXXVII) a fost un an obișnuit al calendarului gregorian, care a început într-o zi de sâmbătă.

## Evenimente

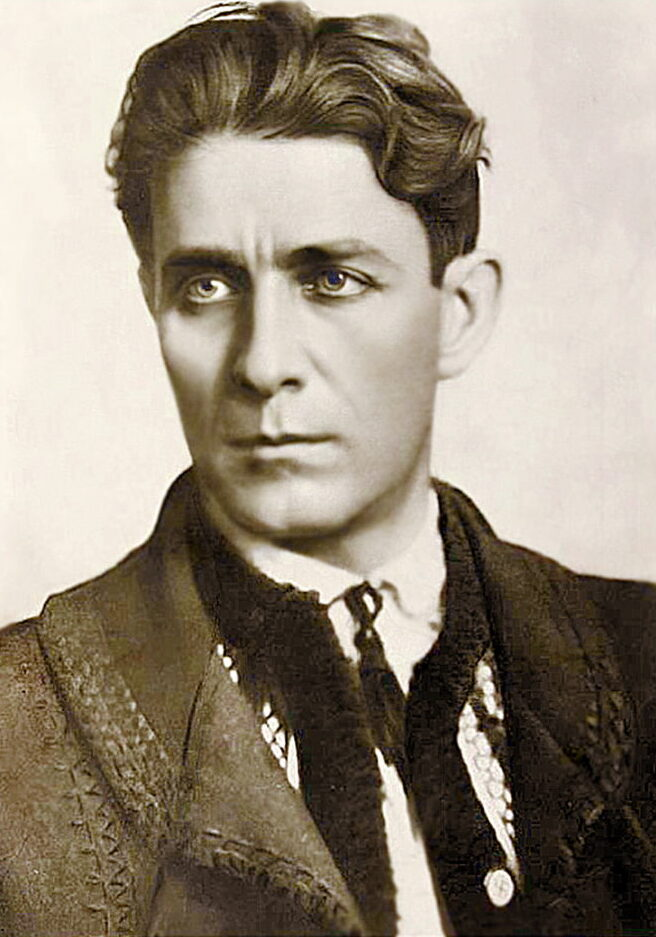
24 iunie: Corneliu Zelea Codreanu înființează Legiunea Arhanghelul Mihail, cunoscută și sub denumirea de Garda de Fier.

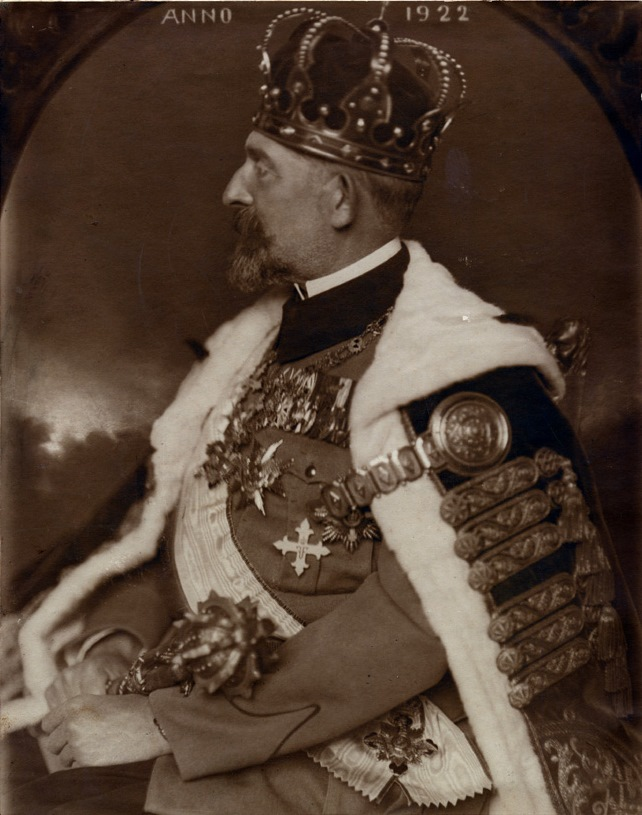
20 iulie: Moare, la Castelul Peleș, Sinaia, Regele Ferdinand I al României, la vârsta de 61 de ani.

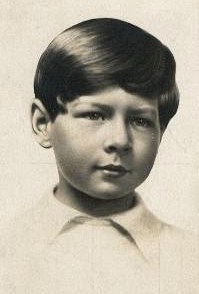
20 iulie: Prințul Mihai, devine, la numai 5 ani, rege al României, în urma decesului bunicului său, Regele Ferdinand I.

### Ianuarie
- 7 ianuarie: Prima legătură telefonică transatlantică, New York - Londra.

### Martie
- 6 martie: În Marea Britanie, mor 1.000 de oameni pe săptămână din cauza unei epidemii de gripă.
- 10 martie: În România a fost înființată Societatea de Chimie. Până la această dată, a funcționat ca secție a Societății Române de Știință.

### Aprilie
- 14 aprilie: Assar Gabrielsson și Gustav Larson înființează compania Volvo Car Corp. în Göteborg, Suedia.
- 22 aprilie-5 mai: Marea inundație a fluviului Mississippi afectează 700.000 de oameni în cel mai mare dezastru natural din istoria Americii la acel moment.

### Mai
- 7 mai: Se înființează Partidul Social Democrat (PSD).
- 7 mai: Se termină Războiul Civil din Nicaragua.
- 10 mai: Este încheiat Concordatul din 1927, între Sfântul Scaun și Regatul României.
- 20 mai: Charles Augustus Lindberg, pilot din Detroit, a efectuat primul zbor fără escală peste Oceanul Atlantic, la bordul unui avion monoplan; pe 21 mai aterizează la Paris.
- 22 mai: Cutremur de 8,6 grade pe scara Richter în Xining, China. Mor 200.000 de persoane.
- 27 mai: Marea Britanie rupe relațiile diplomatice cu Uniunea Sovietică, deoarece Rusia a sprijinit greva minerilor britanici.

### Iunie
- 7 iunie: Peter Voikov, ambasadorul sovietic la Varșovia, este asasinat.
- 9 iunie: Uniunea Sovietică execută 20 de britanici pentru spionaj.
- 22 iunie: Noul guvern Brătianu depune jurământul la fosta casă de vânătoare a Regelui Carol I de la Scroviștea, unde Regele Ferdinand zăcea răpus de boală. A fost al cincilea și ultimul guvern al lui Ionel Brătianu, care la alegerile din iulie va obține 60% din voturi.
- 24 iunie: Corneliu Zelea Codreanu, alături de Ion Moța, Radu Mironovici, Corneliu Georgescu și Ilie Gârneață, înființează Legiunea Arhanghelul Mihail, cunoscută și sub denumirea de Garda de Fier.

### Iulie
- 20 iulie: Moare, la Castelul Peleș, Sinaia, Regele Ferdinand I al României, în urma cancerului la intestin, iar, la numai 5 ani, nepotul său, Mihai, devine rege al României.
- 24 iulie: Au loc funeraliile Regelui Ferdinand I al României. Dupa voia Regelui, sicriul a fost așezat pe un afet de tun acoperit cu steagul tricolor, pe care se afla Coroana de oțel a României. După aceea, corpul Regelui a fost înhumat în biserica episcopală de la Curtea de Argeș.

### August
- 23 august: La Boston au fost executați anarhiștii italieni Sacco și Vanzetti, în ciuda protestelor internaționale.

### Noiembrie
- 24 noiembrie: Moare, la București, prim-ministrul Ionel Brătianu, de angine streptococice cu septicemie, aparent în urma unei operații de amigdalită. Moartea lui Ionel Brătianu a deschis calea unei instabilități politice în România interbelică.
- 25 noiembrie: Este numit în funcția de președinte al Partidului Național Liberal, Vintilă I. C. Brătianu, după moartea lui Ion I. C. Brătianu. De asemenea, Vintilă Brătianu preia președinția guvernului, deoarece Constituția nu prevedea demisia cabinetului în cazul morții prim-ministrului.

### Decembrie
- 12 decembrie: S-a înființat "Asociația Presei Sportive" din România.
- 21 decembrie: Prin lege, s-a înființat legația română de la Rio de Janeiro, prima legație română din America de Sud.
- 22 decembrie: S-a înființat Societatea de Difuziune Radiofonică din România.
- 30 decembrie: Se deschide prima linie de metrou din Tokyo, Japonia.

### Nedatate
- Anastasie Simu, membru al Academiei Române, donează statului Muzeul Simu, înființat în 1910.
- China: S-a înființat Armata Populară de Eliberare (inițial Armata Roșie) în timpul Răscoalei de la Nanchang.
- Pan American World Airways (Pan Am). Companie americană de transport aerian fondată de Juan Trippe, fost pilot în RM1. A falimentat în 1991.
- Se înființează Societatea Română de Chimie.
- SUA: Se înființează Agenția Guvernamentală pentru Alimente și Medicamente (FDA).
- Werner Heisenberg formulează principiul incertitudinii, fiind angajat ca lector la Institutul de Fizică Teoretică de la Universitatea din Copenhaga.

## Nașteri

### Ianuarie
- 1 ianuarie: Maurice Béjart, dansator și coregraf francez (d. 2007)
- 6 ianuarie: David Ohanesian, solist român de operă (d. 2007)
- 21 ianuarie: Petru Creția, profesor de limba greacă, editor al lui Platon, eminescolog, filosof, eseist și traducător român (d. 1997)

### Februarie

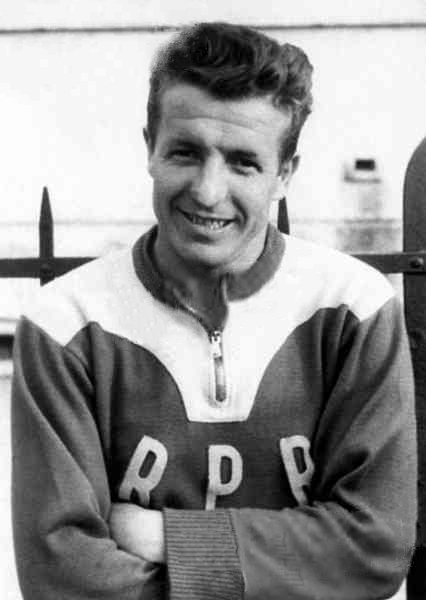
Alexandru Apolzan, fotbalist român
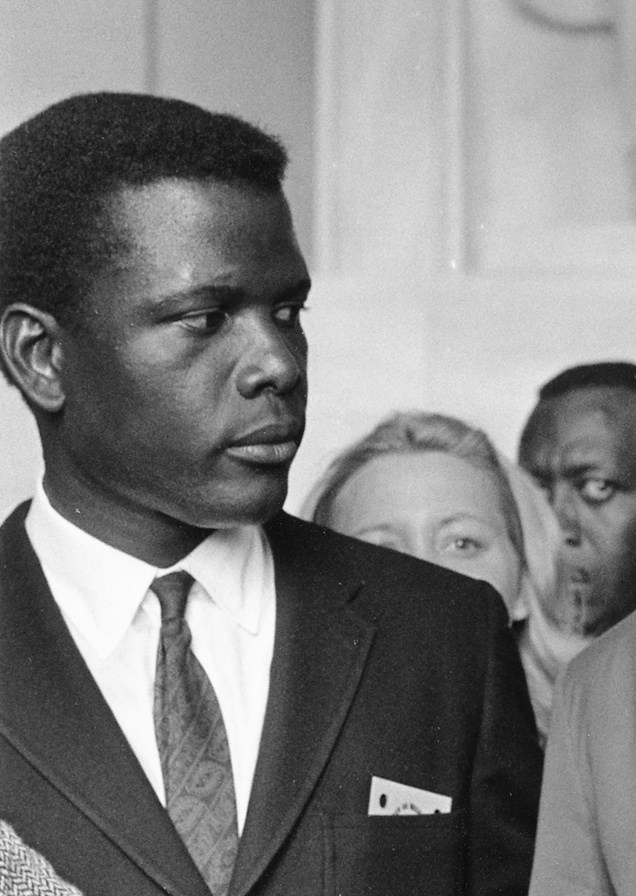
Sidney Poitier, actor american
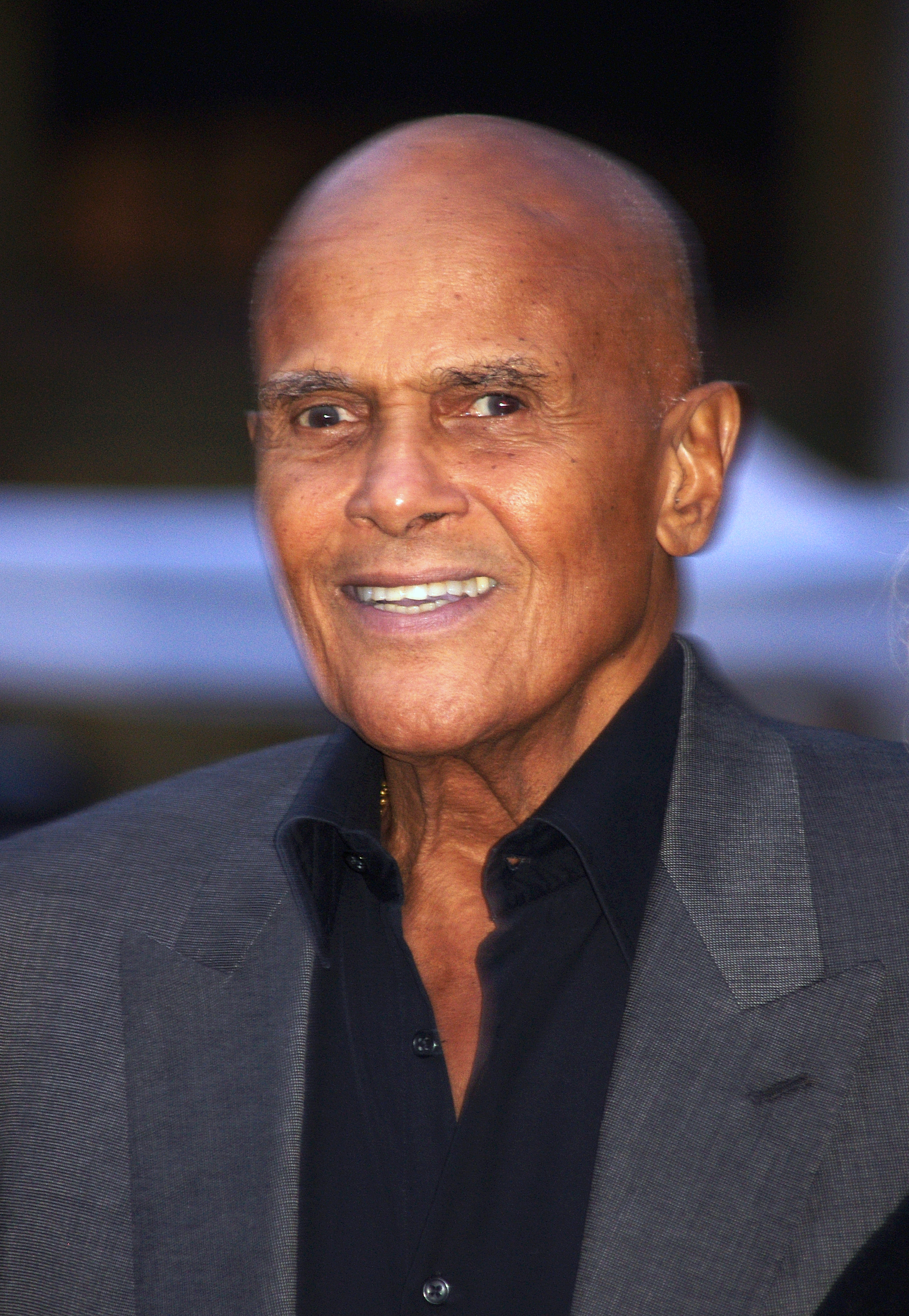
Harry Belafonte, cântăreț, compozitor, activist social și actor american
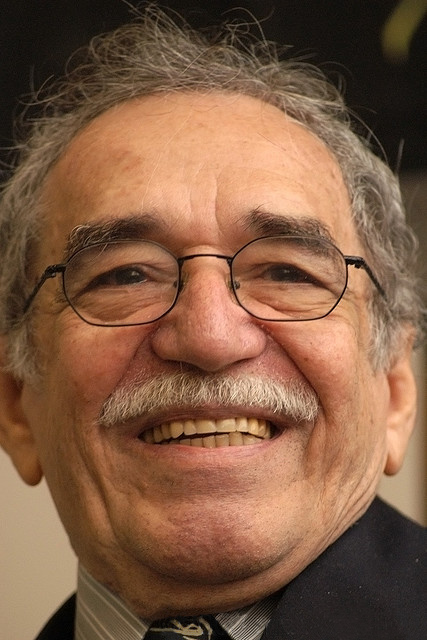
Gabriel García Márquez, scriitor columbian, laureat al Premiului Nobel

- 6 februarie: Alexandru Apolzan, fotbalist român (d. 1982)
- 7 februarie: Juliette Gréco, cântăreață și actriță franceză (d. 2020)
- 15 februarie: Dinu C. Giurescu, istoric român, fiul istoricului Constantin C. Giurescu (d. 2018)
- 20 februarie: Sidney Poitier, actor american de film (d. 2022)

### Martie
- 1 martie: Harry Belafonte (n. Harold George Bellanfanti Jr.), cântăreț, compozitor, activist social și actor american (d. 2023)
- 6 martie: Gabriel García Márquez, scriitor columbian, laureat al Premiului Nobel (1982), (d. 2014)
- 16 martie: Vladimir Komarov, cosmonaut sovietic (d. 1967)

### Aprilie

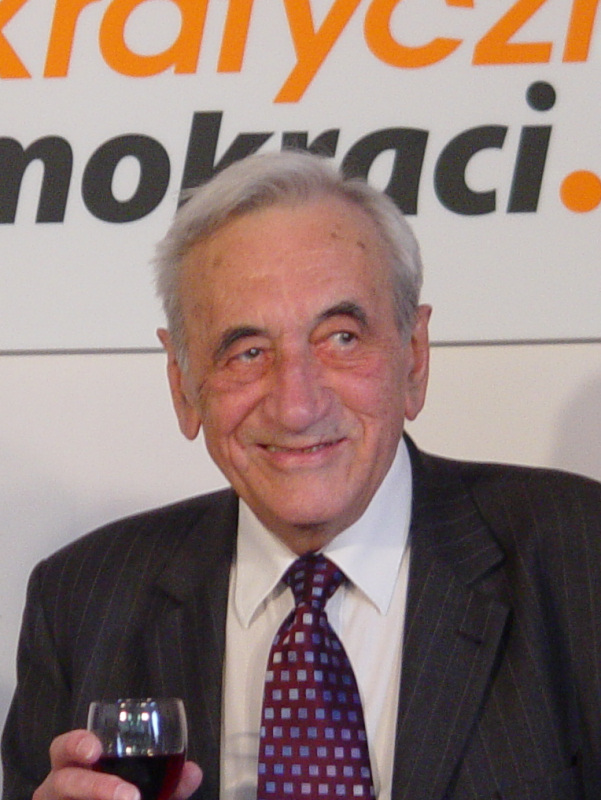
Tadeusz Mazowiecki, scriitor, filantrop și politician polonez, premier al Poloniei
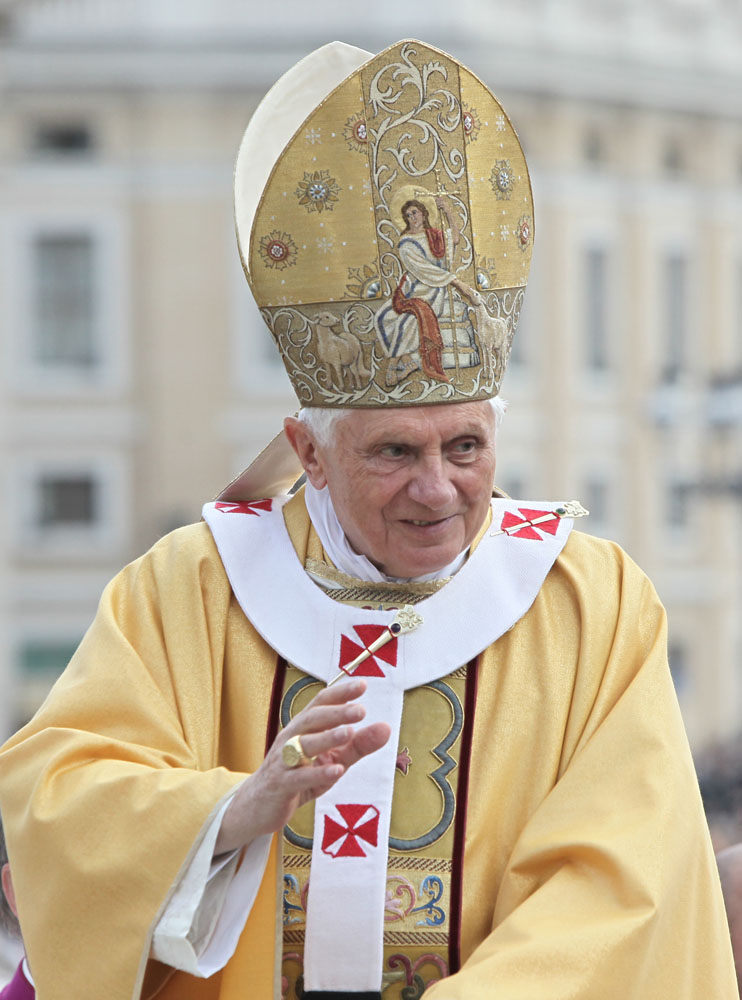
Papa Benedict al XVI-lea, al 265-lea papă al Bisericii Catolice, episcop al Romei și suveran al Vaticanului
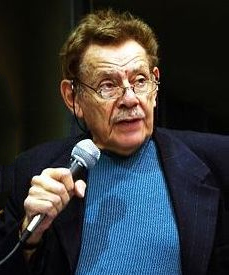
Jerry Stiller, actor de film și televiziune, comedian și autor american
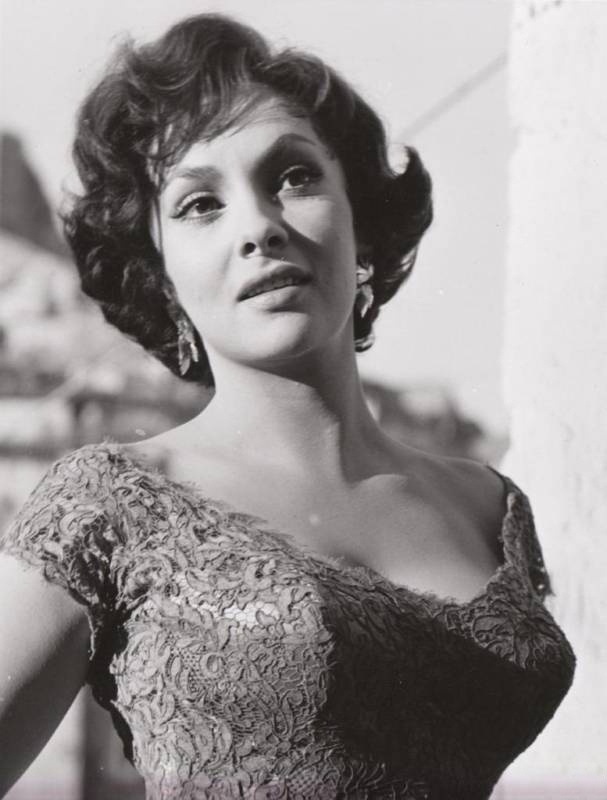
Gina Lollobrigida, actriță italiană de film

- 1 aprilie: Ferenc Puskás Biró (n. Ferenc Purczeld), fotbalist maghiar (atacant), (d. 2006)
- 16 aprilie: Papa Benedict al XVI-lea (n. Joseph Alois Ratzinger), al 265-lea papă al Bisericii Catolice, episcop al Romei și suveran al Vaticanului (d.2022)
- 18 aprilie: Tadeusz Mazowiecki, scriitor, filantrop și om politic polonez, premier al Poloniei (1989-1991), (d. 2013)
- 25 aprilie: Albert Uderzo, desenator și scenarist de benzi desenate francez, creatorul benzii desenate Asterix, alături de René Goscinny (d. 2020)

### Iunie
- 8 iunie: Jerry Stiller (n. Gerald Isaac Stiller), actor de film și televiziune, comedian și autor american (d. 2020)
- 17 iunie: András Sütő, scriitor maghiar din Transilvania (d. 2006)
- 24 iunie: Ion Pavalache, dirijor român (d. 2007)
- 24 iunie: Martin Lewis Perl, fizician american, laureat al Premiului Nobel (1995), (d. 2014)

### Iulie
- 4 iulie: Gina Lollobrigida (Luigina Lollobrigida), actriță italiană de film (d.2023)
- 25 iulie: Daniel Ceccaldi, actor, scriitor și regizor francez (d. 2003)

### August
- 10 august: Barbu Cioculescu, poet, memorialist și publicist român (d. 2022)
- 18 august: Rosalynn Carter, soția președintelui american Jimmy Carter (d.2023)
- 23 august: Radion Cucereanu, autor de manuale și scriitor basarabean (d. 2018)
- 28 august: Nicolae Herlea (n. Niculae Herle), bariton român (d. 2014)
- 31 august: Dan Deșliu (n. Dan Beșleagă), poet român (d. 1992)
- 31 august: Radu Petrescu, scriitor și diarist român, membru al Grupului de la Târgoviște (d. 1982)

### Septembrie

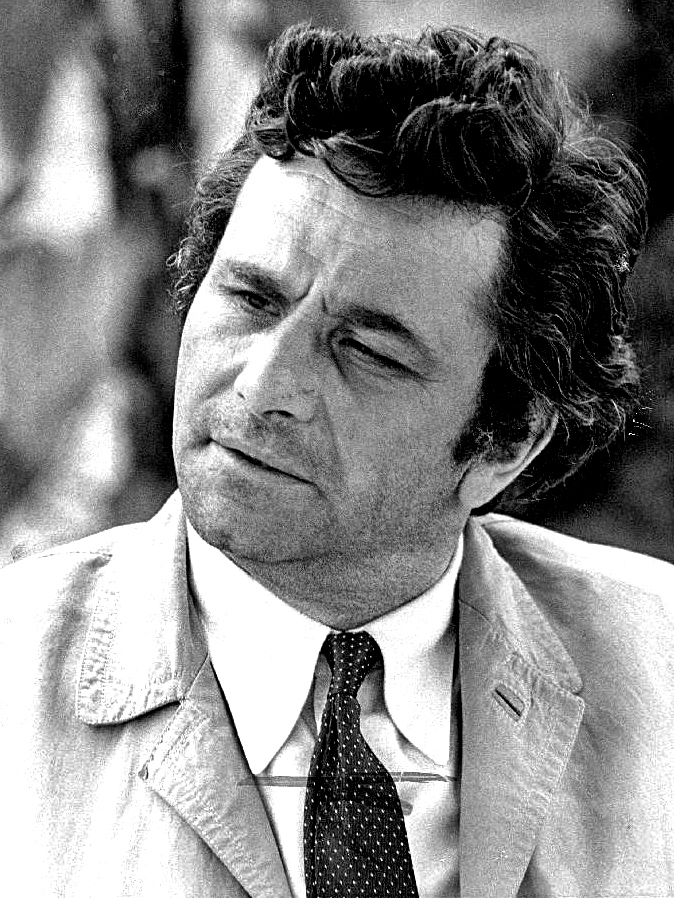
Peter Falk, actor american
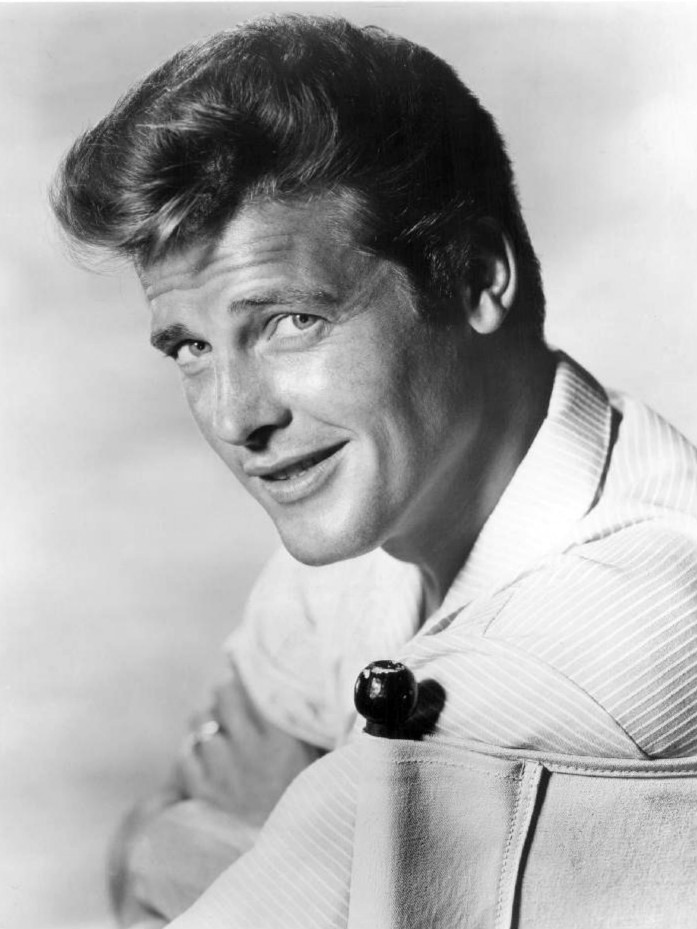
Roger Moore, actor britanic
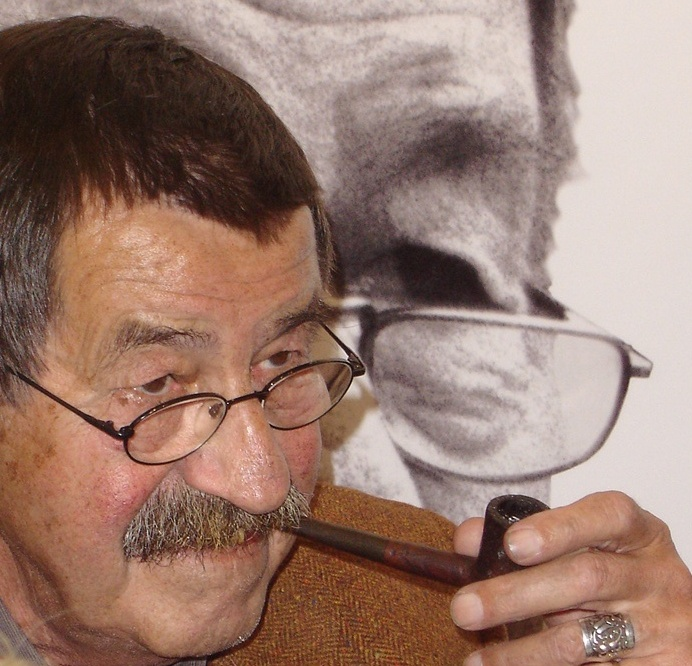
Günter Grass, scriitor german, laureat al Premiului Nobel
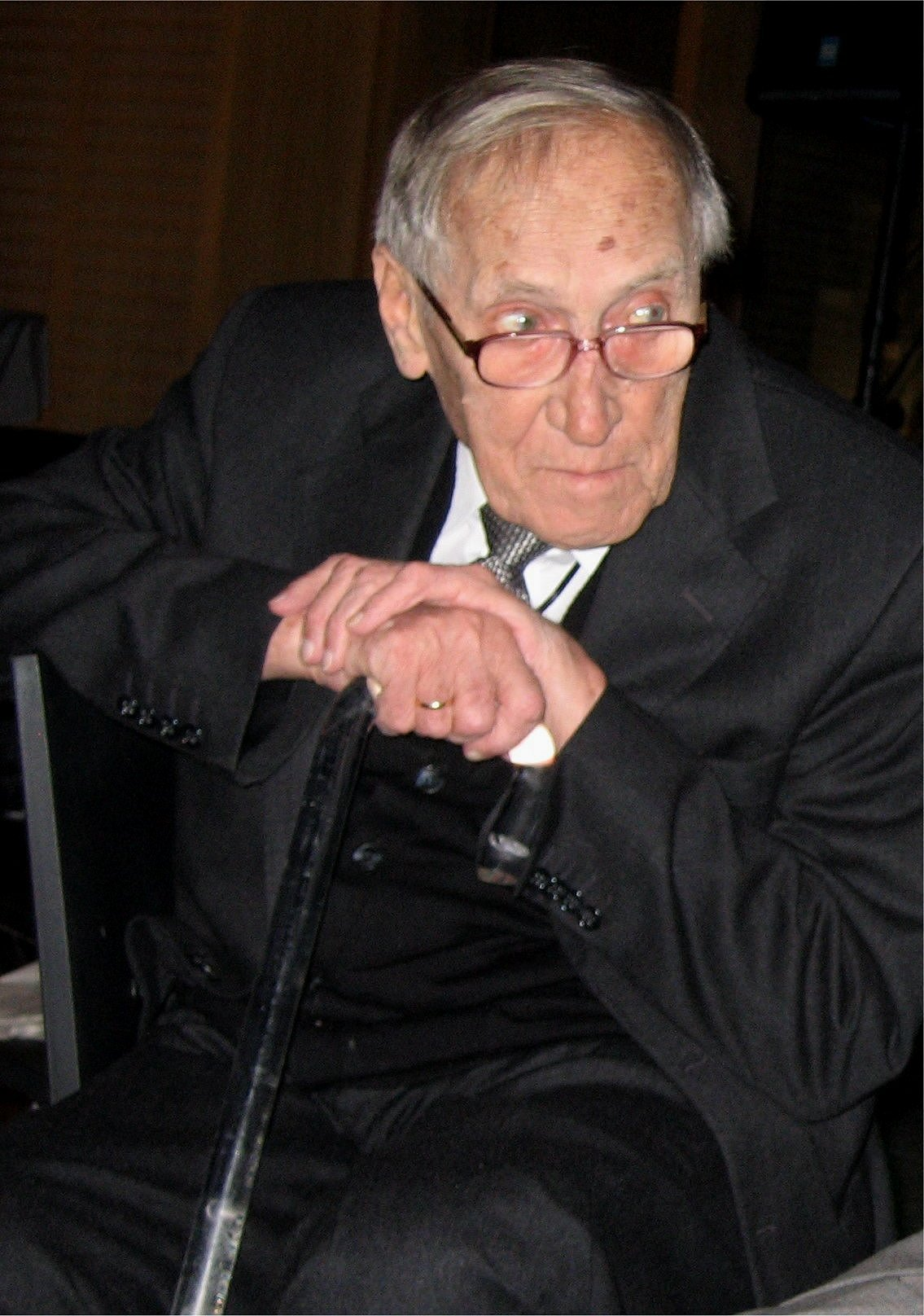
Leszek Kołakowski, filosof polonez

- 10 septembrie: Martin Jurchescu, matematician român, membru al Academiei Române (d. 1996)
- 15 septembrie: Fărâmiță Lambru, lăutar român (d. 1974)
- 16 septembrie: Peter Falk, actor american de film (d. 2011)

### Octombrie
- 3 octombrie: Radu Miron, matematician român (d. 2022)
- 6 octombrie: Ioan Pop de Popa, medic cardiolog român (d. 2021)
- 11 octombrie: Prințesa Joséphine-Charlotte a Belgiei, soția Marelui Duce de Luxembourg, Jean (d. 2005)
- 14 octombrie: Roger Moore (Roger George Moore), actor britanic de film (d. 2017)
- 16 octombrie: Günter Grass, scriitor german, laureat al Premiului Nobel (d. 2015)
- 23 octombrie: Leszek Kołakowski, filosof polonez (d. 2009)

### Decembrie
- 5 decembrie: Bhumibol Adulyadej, rege al Thailandei (1946-2016), (d. 2016)
- 13 decembrie: Geneviève Page, actriță franceză de film (d.2025)
- 19 decembrie: Ramon Tavernier, compozitor român de etnie franceză
- 25 decembrie: Ram Narayan, muzician indian (d. 2024)
- 29 decembrie: John Howard Yoder, teolog creștin și etician american (d. 1997)

## Decese
- 19 ianuarie: Charlotte a Belgiei, 86 ani, soția împăratului Maximilian I al Mexicului (n. 1840)
- 30 ianuarie: Constantin Cantacuzino-Pașcanu, 71 ani, om politic român (n. 1856)
- 15 februarie: Traian Grozăvescu, 31 ani, tenor român (n. 1895)
- 20 februarie: Constantin Mille, 65 ani, gazetar și scriitor român (n. 1861)
- 24 martie: Prințesa Elisabeta de Saxa-Altenburg, 62 ani, Marea Ducesă a Rusiei (n. 1865)
- 27 martie: Alexandru Bădărău, 67 ani, politician și publicist român (n. 1859)

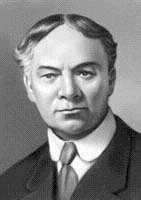
Jerome K. Jerome, scriitor britanic
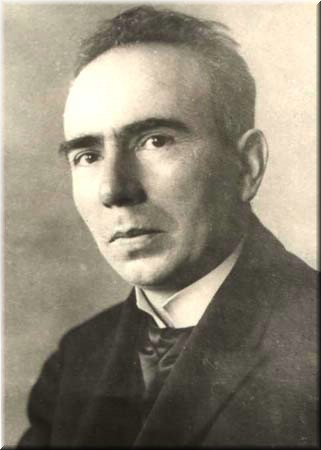
Vasile Pârvan, istoric și arheolog român
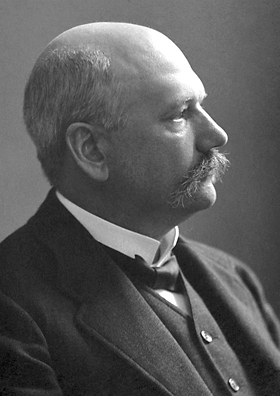
Albrecht Kossel, medic german, laureat al Premiului Nobel
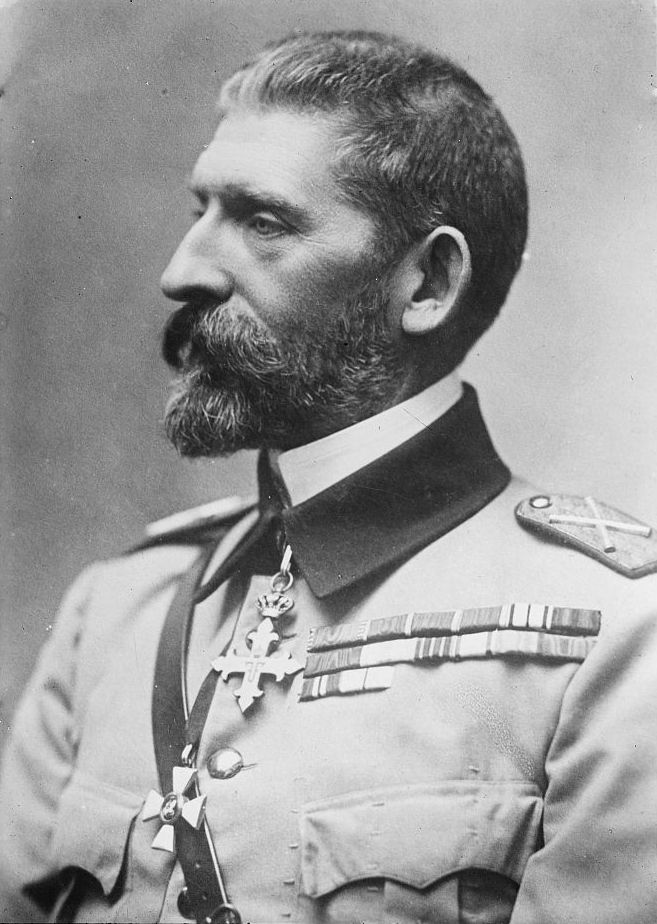
Regele Ferdinand I al României

- 19 ianuarie: Charlotte a Belgiei, 86 ani, soția împăratului Maximilian I al Mexicului (n. 1840)
- 30 ianuarie: Constantin Cantacuzino-Pașcanu, 71 ani, om politic român (n. 1856)
- 15 februarie: Traian Grozăvescu, 31 ani, tenor român (n. 1895)
- 20 februarie: Constantin Mille, 65 ani, gazetar și scriitor român (n. 1861)
- 24 martie: Prințesa Elisabeta de Saxa-Altenburg, 62 ani, Marea Ducesă a Rusiei (n. 1865)
- 27 martie: Alexandru Bădărău, 67 ani, politician și publicist român (n. 1859)
- 3 iunie: Clotilde de Saxa-Coburg și Gotha, 80 ani, ducesă a Austriei (n. 1846)
- 14 iunie: Jerome K. Jerome (Jerome Klapka Jerome), 68 ani, scriitor britanic (n. 1859)
- 16 iunie: Harry Moger, 47 ani, fotbalist (portar) englez (n. 1879)
- 26 iunie: Vasile Pârvan, 45 ani, istoric și arheolog român (n. 1882)
- 5 iulie: Albrecht Kossel, 73 ani, medic german, laureat al Premiului Nobel (1910), (n. 1853)
- 20 iulie: Ferdinand I (n. Ferdinand Viktor Albert Meinrad von Hohenzollern-Sigmaringen), 61 ani, rege al României (1914-1927), (n. 1865)* 20 iulie: Ferdinand I (n. Ferdinand Viktor Albert Meinrad von Hohenzollern-Sigmaringen), 61 ani, rege al României (1914-1927), (n. 1865)

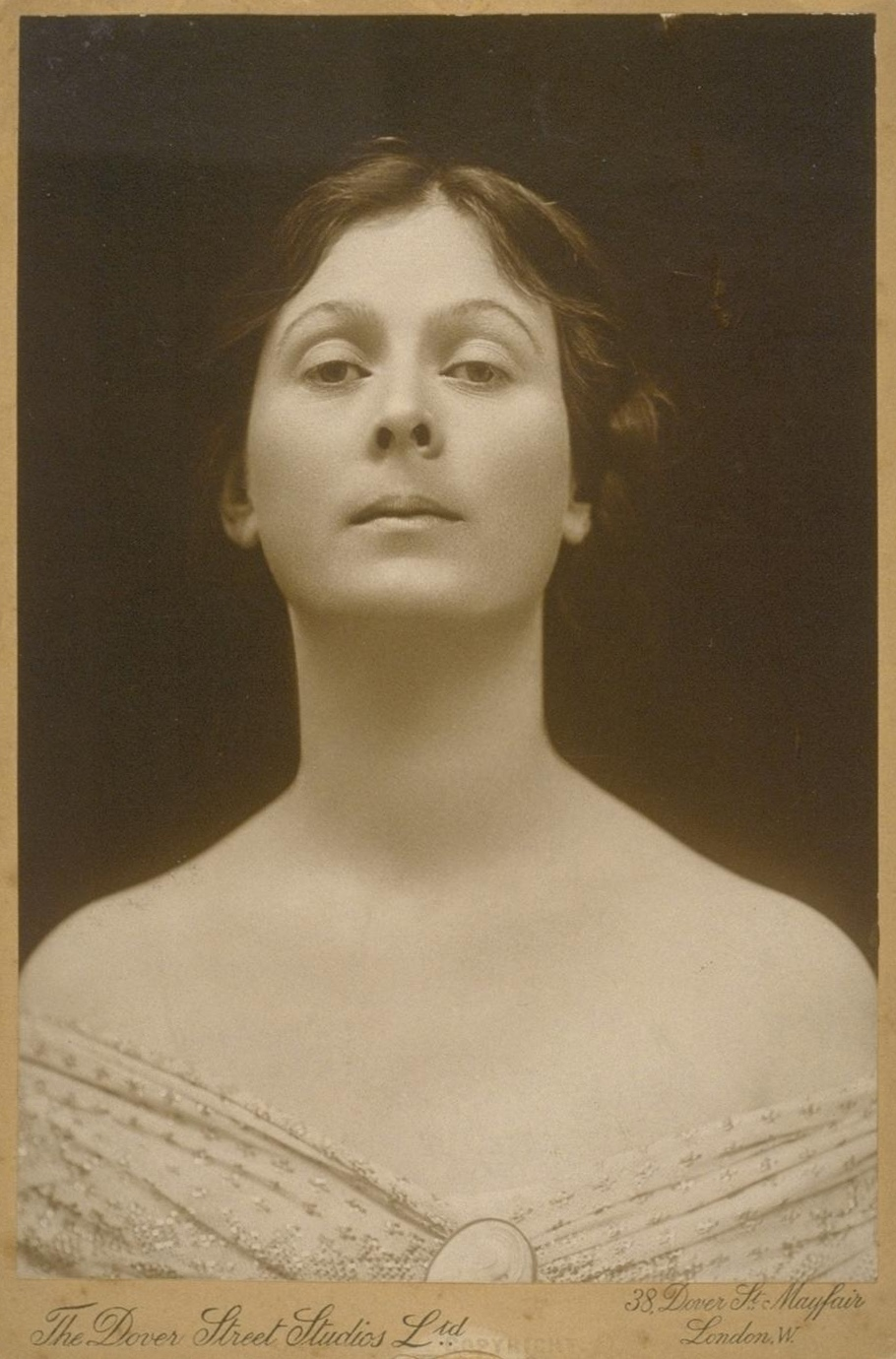
Isadora Duncan, dansatoare americană
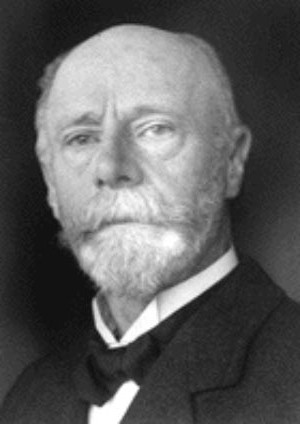
Willem Einthoven, medic și fiziolog olandez, laureat al Premiului Nobel
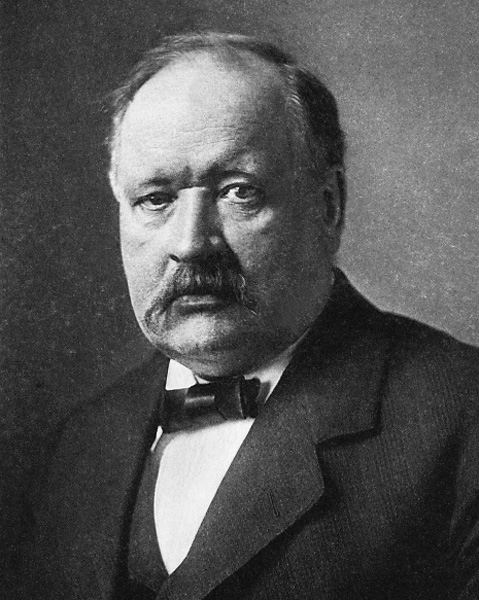
Svante Arrhenius, fizician și chimist suedez, laureat al Premiului Nobel
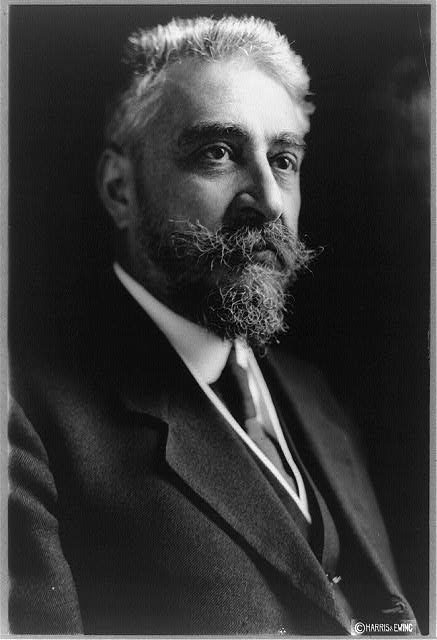
Ionel Brătianu, politician român, prim-ministru al României, președinte al Partidului Național Liberal

- 23 august: Nicola Sacco, 36 ani, anarhist american de origine italiană (n. 1891)
- 23 august: Bartolomeo Vanzetti, 39 ani, anarhist american de origine italiană (n. 1888)

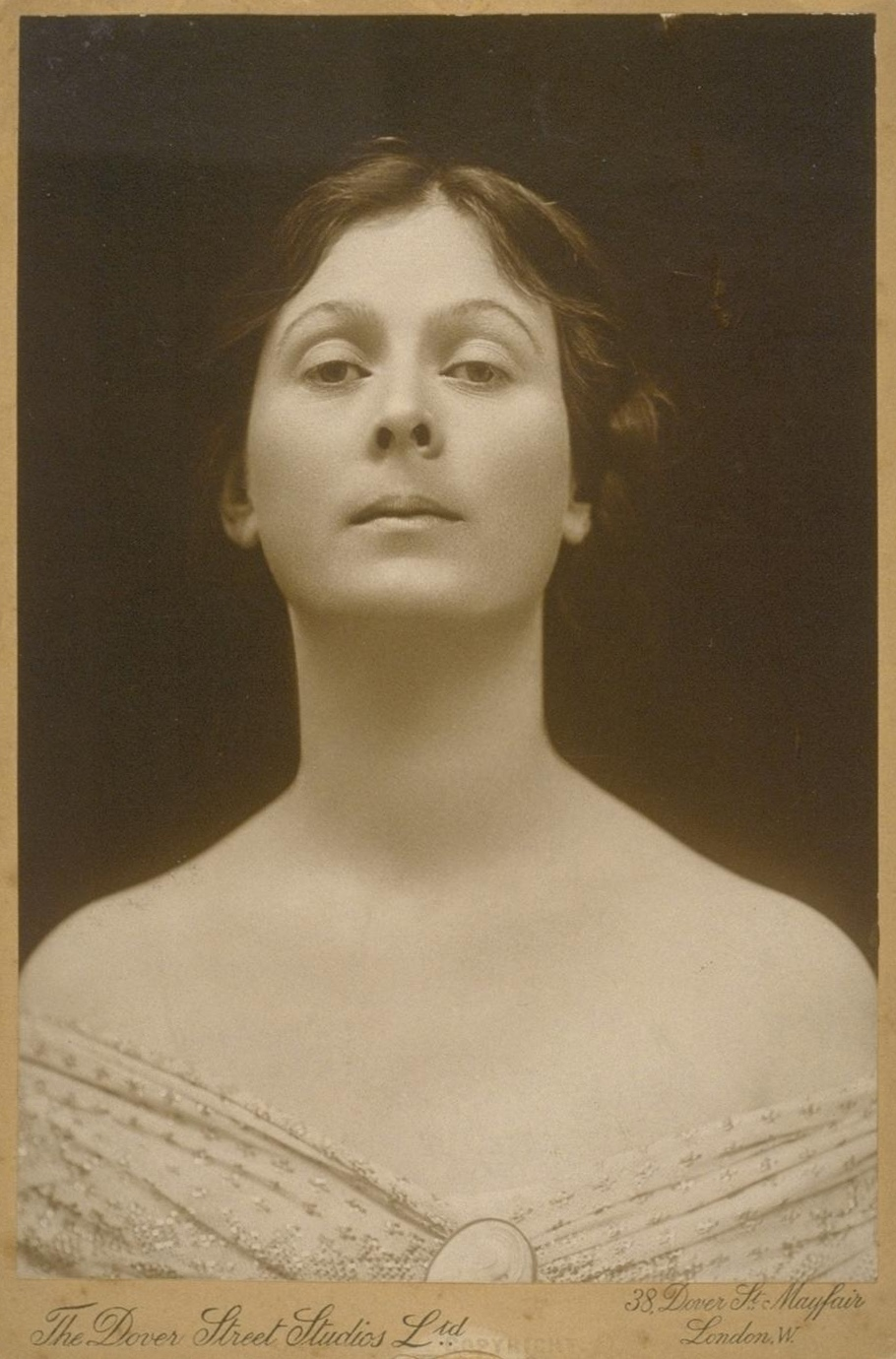
Isadora Duncan, dansatoare americană
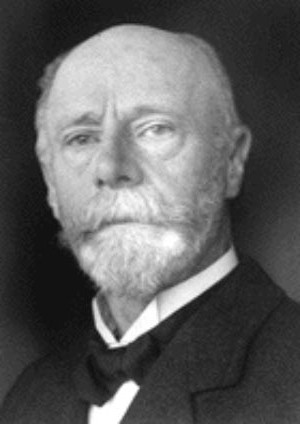
Willem Einthoven, medic și fiziolog olandez, laureat al Premiului Nobel
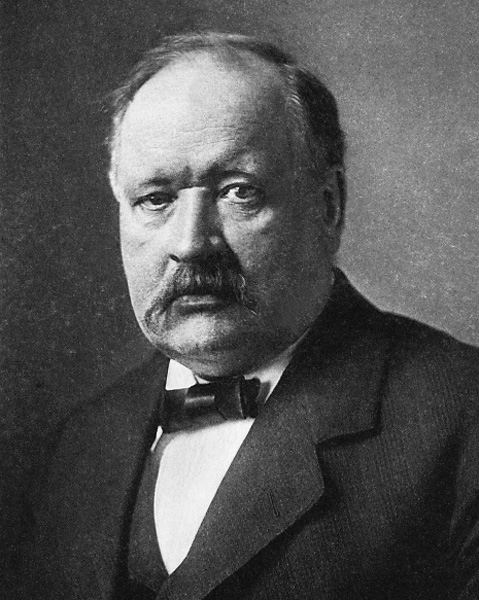
Svante Arrhenius, fizician și chimist suedez, laureat al Premiului Nobel
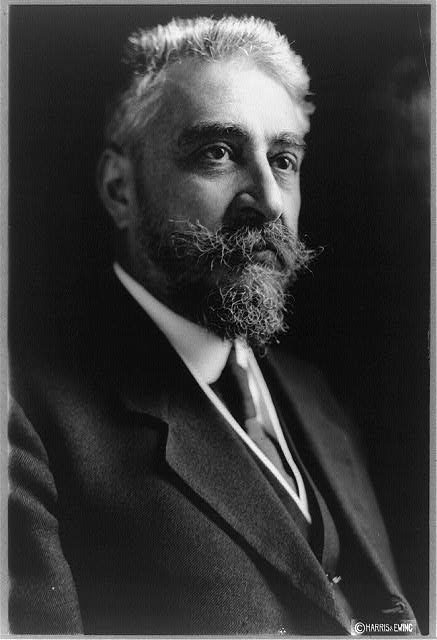
Ionel Brătianu, politician român, prim-ministru al României, președinte al Partidului Național Liberal

- 14 septembrie: Isadora Duncan, 49 ani, dansatoare americană (n. 1877)
- 14 septembrie: Sophie de Merenberg, 59 ani, soția Marelui Duce Mihail Mihailovici al Rusiei (n. 1868)
- 29 septembrie: Willem Einthoven, 67 ani, medic și fiziolog neerlandez, laureat al Premiului Nobel (1924), (n. 1860)
- 2 octombrie: Svante Arrhenius, 68 ani, fizician și chimist suedez, laureat al Premiului Nobel (1903), (n. 1859)
- 8 octombrie: Arhiducesa Maria Theresa de Austria, 82 ani, ducesă de Württemberg (n. 1845)
- 11 octombrie: Miguel al II-lea, 74 ani, Duce de Braganza  (n. 1853)
- 22 octombrie: Wilhelm, Prinț de Hohenzollern (n. Wilhelm August Karl Joseph Peter Ferdinand Benedikt Fürst von Hohenzollern), 63 ani, fratele Regelui Ferdinand I al României (n. 1864)
- 3 noiembrie: Karel Matěj Čapek-Chod, 67 ani, scriitor și jurnalist ceh (n. 1860)
- 24 noiembrie: Ionel Brătianu, 63 ani, politician român, prim-ministru al României (1909-1911, 1914-1919 și 1922-1927), președinte al Partidului Național Liberal (n. 1864)

## Premii Nobel
- Fizică: Arthur Holly Compton, Charles Thomson Rees Wilson (Regatul Unit)
- Chimie: Heinrich Wieland (Germania)
- Medicină: Julius Wagner-Jauregg (Austria)
- Literatură: Henri Bergson (Franța)
- Pace: Ferdinand Buisson (Franța), Ludwig Quidde (Germania)